# Division Nationale 2020-21
La División Nationale 2020-21 (Nationaldivisioun en luxemburgués) fue la 107.ª temporada de la División Nacional de Luxemburgo. La temporada comenzó el 22 de agosto de 2020 y finalizó el 30 de mayo de 2021

## Ascensos y descensos
Ningún equipo fue relegado al final de la temporada pasada. Como resultado la liga se amplia a 16 equipos. Swift Hesperange y Wiltz 71 ascendieron de la Segunda División.
| Pos.    | de Division Nationale 2019-20 |
| ------- | ----------------------------- |
| No hubo |                               |

| Pos. | de Segunda División 2019-20 |
| ---- | --------------------------- |
| 1.º  | Swift Hesperange            |
| 2.º  | Wiltz 71                    |

## Sistema de competición
Los 16 equipos participantes jugaron entre sí todos contra todos dos veces totalizando 30 partidos cada uno. Al final de la temporada el primer clasificado obtuvo un cupo para la Primera ronda de la Liga de Campeones 2021-22. El segundo y tercer clasificado obtuvieron un cupo a la Primera ronda de la Liga de Conferencia Europa 2021-22. Los últimos cuatro clasificados descendieron a la División de Honor 2021-22, mientras que el décimo clasificado iba a jugar el play-off de relegación contra el tercer clasificado de la División de Honor 2020-21, pero posteriormente fue cancelado.
Un tercer cupo para la Liga de Conferencia Europa 2021-22 fue asignado al campeón de la Copa de Luxemburgo.

## Equipos participantes
| Equipo             | Ciudad       | Estadio                     | Capacidad |
| ------------------ | ------------ | --------------------------- | --------- |
| Differdange 03     | Differdange  | Stade du Thillenberg        | 6.000     |
| Etzella Ettelbruck | Ettelbruck   | Stade Am Deich              | 2.020     |
| F91 Dudelange      | Dudelange    | Jos Nosbaum                 | 4.650     |
| Fola Esch          | Esch Alzette | Emile Mayrisch              | 3.900     |
| Hamm Benfica       | Hamm         | Luxembourg-Cents            | 2.800     |
| Hostert            | Hostert      | Stade Jos Becker            | 1.500     |
| Jeunesse d'Esch    | Esch Alzette | La Frontière                | 4.200     |
| Mondorf-les-Bains  | Mondorf      | Stade John Grün             | 3.600     |
| Pétange            | Pétange      | Stade Municipal             | 2.400     |
| Progrès Niedercorn | Differdange  | Jos Haupert                 | 2.800     |
| Racing Union       | Luxemburgo   | Stade Achille Hammerel      | 5.814     |
| Rodange 91         | Rodange      | Stade Joseph Philippart     | 3.400     |
| Strassen           | Strassen     | Complexe Sportif Jean Wirtz | 1.500     |
| Swift Hesperange   | Hesperange   | Stade Alphonse Theis        | 4.100     |
| Victoria Rosport   | Rosport      | VictoriArena                | 1.000     |
| Wiltz 71           | Wiltz        | Stade Géitz                 | 1.100     |

## Tabla de posiciones
| Pos. | Equipo             | Pts. | PJ | G  | E  | P  | GF | GC | Dif. | Clasificación y descenso 2021–22            |
| ---- | ------------------ | ---- | -- | -- | -- | -- | -- | -- | ---- | ------------------------------------------- |
| 1    | Fola Esch (C)      | 68   | 30 | 21 | 5  | 4  | 89 | 35 | +54  | Primera ronda de la Liga de Campeones       |
| 2    | F91 Dudelange      | 66   | 30 | 20 | 6  | 4  | 70 | 29 | +41  | Primera ronda de la Liga Europa Conferencia |
| 3    | Swift Hesperange   | 65   | 30 | 19 | 8  | 3  | 72 | 30 | +42  | Primera ronda de la Liga Europa Conferencia |
| 4    | Racing Union       | 54   | 30 | 17 | 3  | 10 | 47 | 29 | +18  | Primera ronda de la Liga Europa Conferencia |
| 5    | Progrès Niedercorn | 53   | 30 | 15 | 8  | 7  | 48 | 30 | +18  |                                             |
| 6    | Differdange 03     | 45   | 30 | 13 | 6  | 11 | 51 | 48 | +3   |                                             |
| 7    | Wiltz 71           | 44   | 30 | 13 | 5  | 12 | 45 | 42 | +3   |                                             |
| 8    | Jeunesse Esch      | 43   | 30 | 12 | 7  | 11 | 41 | 43 | −2   |                                             |
| 9    | Hostert            | 37   | 30 | 9  | 10 | 11 | 47 | 56 | −9   |                                             |
| 10   | Strassen           | 35   | 30 | 9  | 8  | 13 | 44 | 65 | −21  |                                             |
| 11   | Mondorf-les-Bains  | 28   | 30 | 7  | 7  | 16 | 33 | 56 | −23  |                                             |
| 12   | Rodange 91         | 28   | 30 | 6  | 10 | 14 | 27 | 52 | −25  |                                             |
| 13   | Victoria Rosport   | 27   | 30 | 8  | 3  | 19 | 37 | 67 | −30  |                                             |
| 14   | Hamm Benfica       | 26   | 30 | 5  | 11 | 14 | 33 | 48 | −15  |                                             |
| 15   | Etzella Ettelbruck | 24   | 30 | 5  | 9  | 16 | 32 | 57 | −25  |                                             |
| 16   | Pétange            | 21   | 30 | 5  | 6  | 19 | 23 | 52 | −29  |                                             |

 Fuente: Soccerway

## Resultados cruzados
| Local \ Visitante  | D03 | ETZ | FOL | F91 | HAM | HOS | JEU | MON | PET | PRO | RAC | R91 | STR | SWI | VIC | WIT |
| ------------------ | --- | --- | --- | --- | --- | --- | --- | --- | --- | --- | --- | --- | --- | --- | --- | --- |
| Differdange 03     | —   | 3–0 | 1–4 | 1–0 | 3–0 | 0–1 | 1–2 | 1–2 | 2–2 | 0–3 | 2–1 | 1–0 | 1–1 | 3–1 | 2–3 | 1–1 |
| Etzella Ettelbruck | 0–3 | —   | 3–2 | 0–3 | 2–1 | 2–2 | 1–1 | 0–1 | 2–2 | 0–1 | 0–2 | 1–1 | 2–4 | 0–0 | 4–0 | 1–3 |
| Fola Esch          | 5–0 | 3–0 | —   | 5–0 | 4–0 | 5–2 | 1–1 | 2–3 | 4–0 | 4–3 | 3–2 | 4–1 | 4–1 | 2–2 | 2–0 | 5–0 |
| F91 Dudelange      | 3–1 | 3–0 | 2–0 | —   | 4–3 | 1–1 | 0–0 | 3–0 | 3–0 | 1–0 | 1–1 | 5–1 | 1–1 | 2–3 | 2–0 | 3–3 |
| Hamm Benfica       | 1–1 | 1–1 | 0–2 | 1–2 | —   | 0–1 | 1–0 | 0–2 | 1–1 | 0–0 | 0–1 | 3–2 | 1–2 | 1–1 | 5–0 | 1–1 |
| Hostert            | 4–5 | 3–0 | 3–3 | 2–1 | 0–2 | —   | 1–1 | 4–4 | 2–0 | 0–3 | 0–5 | 3–3 | 2–4 | 0–3 | 3–1 | 1–2 |
| Jeunesse Esch      | 1–4 | 1–1 | 0–3 | 1–5 | 1–0 | 1–0 | —   | 2–1 | 4–0 | 1–2 | 0–1 | 2–1 | 3–0 | 1–3 | 1–0 | 1–1 |
| Mondorf-les-Bains  | 1–3 | 2–3 | 1–2 | 0–3 | 0–0 | 1–1 | 2–3 | —   | 0–1 | 0–1 | 3–2 | 0–0 | 1–4 | 1–1 | 2–2 | 0–3 |
| Pétange            | 0–2 | 0–0 | 1–2 | 0–3 | 0–0 | 1–1 | 1–2 | 0–1 | —   | 1–0 | 0–5 | 0–1 | 2–0 | 0–1 | 2–0 | 5–1 |
| Progrès Niedercorn | 1–1 | 3–1 | 1–1 | 1–2 | 4–1 | 0–0 | 2–0 | 1–0 | 3–2 | —   | 2–0 | 1–1 | 2–1 | 2–5 | 3–2 | 2–0 |
| Racing Union       | 3–0 | 3–1 | 1–3 | 1–2 | 3–0 | 0–2 | 1–0 | 1–0 | 1–0 | 0–0 | —   | 0–0 | 2–1 | 0–2 | 0–3 | 1–0 |
| Rodange 91         | 1–3 | 1–0 | 2–1 | 0–3 | 1–2 | 1–1 | 2–1 | 0–0 | 1–0 | 0–2 | 0–4 | —   | 1–1 | 1–2 | 2–2 | 1–0 |
| Strassen           | 1–1 | 1–1 | 1–4 | 2–6 | 1–1 | 3–2 | 0–5 | 3–0 | 4–1 | 0–4 | 1–0 | 1–1 | —   | 2–2 | 1–3 | 2–0 |
| Swift Hesperange   | 3–1 | 5–2 | 2–2 | 1–2 | 1–1 | 2–0 | 5–1 | 2–1 | 1–0 | 1–1 | 1–2 | 4–0 | 7–0 | —   | 1–0 | 4–2 |
| Victoria Rosport   | 3–2 | 0–3 | 1–5 | 0–4 | 2–2 | 0–3 | 2–3 | 3–4 | 3–0 | 1–0 | 1–2 | 3–1 | 2–0 | 0–4 | —   | 0–2 |
| Wiltz 71           | 0–2 | 2–1 | 1–2 | 0–0 | 5–3 | 1–2 | 1–0 | 5–0 | 2–1 | 3–0 | 0–1 | 2–0 | 2–0 | 0–2 | 2–0 | —   |